# Păulești (Vrancea)
Păuleşti é uma comuna romena localizada no distrito de Vrancea, na região de Moldávia. A comuna possui uma área de 173.44 km² e sua população era de 2232 habitantes segundo o censo de 2007.